# Karl Brunner (Militärschriftsteller)
Karl Brunner (* 30. Mai 1896 in Flawil; † 15. Februar 1972 in Zürich) war ein Schweizer Jurist und Militärschriftsteller.
Brunner war Divisionär, Unterstabschef und Kommandant zweier Divisionen der Schweizer Armee, arbeitete bei der UNESCO und bei der Schweizerischen Rückversicherungs-Gesellschaft. Er war auch Dozent an der ETH Zürich.